# Salar del Rincón
El proyecto Salar del Rincón está ubicado en la Pampa de Lari del Departamento de Los Andes, Provincia de Salta en la República Argentina. Se desarrolla sobre una superficie de unas 30.000 hectáreas, (300km²) a una altura media de 3660 m s. n. m. en la región geológica Puna.
El emplazamiento se encuentra dentro del Triángulo del Litio, una amplia región que abarca territorios de Bolivia, Chile y Argentina caracterizada por la presencia de los mayores recursos mundiales de litio.
Se estima que Salar del Rincón es el segundo depósito en importancia en Argentina de carbonato de litio, unas 1,4 millones de toneladas, luego del Salar del Hombre Muerto.

## Geología y mineralización
En su trabajo acerca de la geología de la Puna, R. N. Alonso y J. G. Viramonte señalan que el área del Salar del Rincón corresponde al período “Paleozoico inferior Ordovícico”, agregando que “Sedimentos devónicos, carboníferos y pérmicos, fueron ubicados en un reducido afloramiento en el sector sudeste del salar Rincón.”
Según el estudio realizado por Ovejero Toledo et al. publicado por la Revista de la Asociación Geológica Argentina:

La mineralogía identificada en el salar del Rincón a través de los sondeos está integrada principalmente por halita y en orden decreciente de abundancia yeso, mirabilita, thenardita, glauberita, hidroglauberita, eugsterita, calcita y ulexita exclusivamente en el sector oeste de la transecta. Esta fase cristalina ocupa el 80% del volumen total del depósito … La composición de la salmuera del núcleo evaporítico, es de naturaleza clorurada sódica. Se identificaron variaciones en el contenido de sulfato, borato y cloruro … Son importantes además los valores de potasio, magnesio, rubidio y cesio.

## Explotación
La mineralización de Salar del Rincón ofrece un producto de gran pureza, con un contenido de carbonato de litio que se estima superior al 99,5%.
Según los estudios realizados, las muestras extraídas hasta 300 metros de profundidad presentan salmueras de escasa variación de su concentración, que alcanza valores de entre 400 y 600 mg por litro.
Hacia el año 2013, la producción anual se estimaba en unas 1600 toneladas anuales de carbonato de litio, con una proyección de crecimiento a mediano plazo de hasta 30.000 toneladas anuales, a partir de la optimización de los procesos productivos, la construcción de nuevas plantas de elaboración y la exploración de las 120.000 hectáreas que forman el área de operación de la empresa.